# Mickaël Van Snick
Pas d'image ? Cliquez ici

a Compétitions nationales et continentales officielles uniquement.

b Matchs officiels uniquement.
Mickaël Van Snick, né le 15 juillet 1979 à Villeneuve-sur-Lot, est un joueur de rugby à XIII français dans les années 1990 et 2000. Il occupe le poste d'ailier, d'arrière ou de centre.
Il joue la majeure partie de sa carrière au sein du club de Villeneuve-sur-Lot et connaît la période de domination du club sur le rugby à XIII français remportant le titre de Championnat de France en 1999, 2001, 2002 et 2003, ainsi que le titre de Coupe de France en 1999, 2002 et 2003
Fort de ses performances en club, Van Snick dispute quatorze rencontres officielles entre 2001 et 2004 avec une participation à la tournée de 2001 et la Coupe d'Europe.

## Biographie
Son père, Alain Van Snick, alors du président du club de Villeneuve-sur-Lot depuis une année, décède lors d'un accident à VTT à Bolquère en juillet 2013.

## Palmarès
- Collectif :
  - Vainqueur du Championnat de France : 1999, 2001, 2002 et 2003 (Villeneuve-sur-Lot).
  - Vainqueur de la Coupe de France : 1999, 2002 et 2003 (Villeneuve-sur-Lot).

### Détails en sélection
| 1.  | 10 juin 2001      | Nouvelle-Zélande          | 0-36  | Test-match     | Remplaçant | - | - | - | - |
| 2.  | 17 juin 2001      | Papouasie-Nouvelle-Guinée | 27-16 | Ailier         | Remplaçant | - | - | - | - |
| 3.  | 20 juin 2001      | Papouasie-Nouvelle-Guinée | 24-34 | Test-match     | Ailier     | 4 | 1 | - | - |
| 4.  | 26 juin 2001      | Irlande                   | 56-16 | Test-match     | Ailier     | 4 | 1 | - | - |
| 5.  | 3 juillet 2001    | Écosse                    | 20-42 | Test-match     | Ailier     | 4 | 1 | - | - |
| 6.  | 26 octobre 2001   | Grande-Bretagne           | 12-42 | Test-match     | Ailier     | - | - | - | - |
| 7.  | 2 novembre 2002   | Liban                     | 6-36  | Test-match     | Arrière    | - | - | - | - |
| 8.  | 30 novembre 2002  | Nouvelle-Zélande          | 10-36 | Test-match     | Arrière    | - | - | - | - |
| 9.  | 19 octobre 2003   | Maroc                     | 72-0  | Test-match     | Ailier     | 8 | 2 | - | - |
| 10. | 25 octobre 2003   | Liban                     | 18-26 | Test-match     | Ailier     | - | - | - | - |
| 11. | 1er novembre 2003 | Irlande                   | 26-18 | Coupe d'Europe | Ailier     | - | - | - | - |
| 12. | 1er novembre 2003 | Écosse                    | 6-8   | Coupe d'Europe | Ailier     | - | - | - | - |
| 13. | 16 novembre 2003  | Angleterre A              | 6-68  | Coupe d'Europe | Ailier     | - | - | - | - |
| 14. | 5 octobre 2004    | Serbie                    | 18-4  | test-match     | Centre     | - | - | - | - |